# NGC 6519
NGC 6519 é uma estrela dupla na direção da constelação de Sagittarius. O objeto foi descoberto pelo astrônomo Julius Schmidt em 1860, usando um telescópio refrator com abertura de 6,2 polegadas. 